# Histiophryne psychedelica
Histiophryne psychedelica – gatunek ryby z rodziny antenariusowatych (Antennariidae). Żyje w wodach okalających indonezyjskie wyspy Ambon i Bali. Jej nazwa pochodzi od psychodelicznych biało-różowych pasów ułożonych we wzór przypominający linie papilarne.

## Morfologia

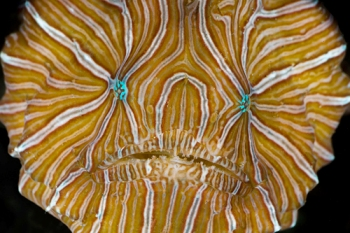
Głowa Histiophryne psychedelica widziana od przodu

Histiophryne psychedelica osiąga około 15 cm długości. Jej skóra jest miękka i mięsista, podobnie jak u innych antenariusowatych. Jak wszystkie żabnicokształtne nie ma łusek. Pokrywa ona grzbietową i brzuszne płetwy ryby i pomaga jej w kamuflażu. Skóra może być pokryta śluzem, pozwalającym unikać otarć podczas przeciskania się przez korale. Ubarwieniem skóry naśladuje prawdopodobnie kilka twardych korali, co pomaga jej w upodobnieniu się do otoczenia. Histiophryne psychedelica jest żółto-brązowa lub brzoskwiniowa z jaśniejszymi pasami ułożonymi we wzór przypominający kształtem linie papilarne. Wzór ten pokrywa całą rybę, włącznie z płetwami, oprócz jaśniej ubarwionej skóry widocznej, gdy szczęki są rozwarte, a wargi rozciągnięte. Skóra wokół oczu jest jasnoturkusowa i sprawia, że oczy wydają się większe. W przeciwieństwie do większości antenariusowatych Histiophryne psychedelica nie zmienia ubarwienia nawet w przypadku zmiany siedliska. Głowa ryby jest spłaszczona, jednak zwierzę jest w stanie optycznie ją powiększyć, przybierając bardziej podłużny kształt, występujący często u większych ryb.

## Siedlisko
Obecność Histiophryne psychedelica potwierdzono dotąd tylko wokół Ambon i Bali, jednak prawdopodobnie występują również w innych wodach w pobliżu Indonezji. Rybę tę odnaleziono w skupiskach korali, gdzie prawdopodobnie chroni się przed drapieżnikami. Miejsca, w których na nią natrafiono, były oddalone od brzegu o około 20 metrów – woda osiągała tam od pięciu do siedmiu metrów głębokości. Na terenach tych okazjonalnie występują bardzo silne prądy morskie, niemal uniemożliwiające rybom pływanie, przeważnie jednak są one umiarkowane.

## Biologia

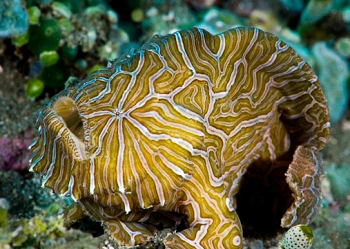
Samica pilnująca jaj

Histiophryne psychedelica poruszają się po dnie na płetwach piersiowych. Zaobserwowano również, że używały płetw piersiowych do odpychania się od dna przy równoczesnym wystrzeliwaniu powietrza ze skrzeli, co umożliwiało im szybkie przemieszczenie się do przodu. Histiophryne psychedelica są praktycznie bezbronne, jednak ukrywają się w ciasnych korytarzach wewnątrz korali, co niemal uniemożliwia drapieżnikom ich pochwycenie. Funkcje przypominających kryzę policzków i podbródka nie są znane. Pietsch, Arnold i Hall spekulują, że mogą one spełniać podobną rolę, jak wibrysy u kotów. Przypuszczają także, iż okrągły kształt, jaki Histiophryne psychedelica przyjmują podczas pływania, także może być formą kamuflażu – bardziej przypominają wówczas kawałek korala unoszący się w toni w pobliżu rafy niż rybę.
Samica Histiophryne psychedelica składa około dwustu jaj. Ochrania je owijając ogon wokół nich. Po około ośmiu dniach w jajach rozwijają się zarodki. Po kolejnych trzech dniach samica opuszcza jaja, pozostawiając je własnemu losowi.

## Historia odkrycia
Pierwsze okazy Histiophryne psychedelica odnaleziono w okolicach Bali w czerwcu 1992. Schwytano wówczas dwie ryby – były jednak w kiepskiej kondycji i obie zmarły tego samego miesiąca. Zakonserwowano je w formalinie i etanolu i wysłano do Theodore’a W. Pietscha, aby je zidentyfikował. Metody konserwacji sprawiły, że okazy utraciły kolory oraz charakterystyczny kształt policzków i podbródka, dlatego też początkowo zidentyfikowano je jako Histiophryne cryptacanthus. Nie badano ich ponownie aż do odkryć z 2008 roku. Holotyp został zebrany 2 kwietnia na stanowisku Laha I. Pietsch i współpracownicy spostrzegli, że po zakonserwowaniu w formalinie i etanolu okaz zmniejszył się o 23% w przeciągu czterech miesięcy i znacząco stwardniał. Utracił także kolory, lecz pod mikroskopem pasy były wciąż widoczne. Mikroskopowa analiza ryb odkrytych w 1992 roku przyniosła takie same rezultaty. Formalny opis Histiophryne psychedelica ukazał się w lutym 2009 roku na łamach czasopisma naukowego „Copeia”.